# Gōjū-ryū
Le gōjū ryū (剛柔流, de gō, « force », jū, « souplesse » et ryū, « école » ou « style ») est une forme de karaté.
Ce style est, avec le shōrin ryu et le uechi ryu, un des trois styles majeurs de cet art martial okinawaïen. Il a été initié par le maître Kanryo Higashionna (ou Higaonna, 1853-1915).
Le gōjū ryu est issu de concepts du combat tirés :
- du naha-te, une des pratiques du tō-de (naha-te est l'appellation du style propre à la ville de Naha, Okinawa), par opposition au shuri-te, style de la ville voisine de Shuri. Tō-de signifie en okinawaïen : « la main de Chine » (la ville de Shuri, ancienne ville royale, comportant toujours le château de Shuri, est devenue un quartier de l'actuelle Naha). Le Shuri-te est devenu Shōrin Ryu (prononciation okinawaïenne de Shaolin), en référence à ses origines ;
- et du kempo chinois (que Kanryo Higashionna étudia en Chine 15 ans avec le maître Waishinzan). Une pratique connue aussi au Japon sous le nom de ryuko ryu.

Ce fut néanmoins Chōjun Miyagi qui donna au style ses lettres de noblesse et en trouva le nom.

## Les premiers pas[1]

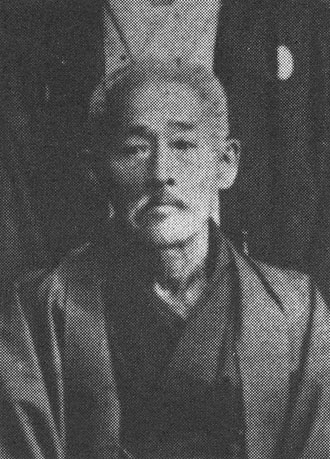
Kanryō Higaonna.

En 1877, Kanryo Higashionna a 24 ans. Ce fils d'un marchand de bois de chauffage, passionné d'arts martiaux, s'embarque pour Fuzhou dans la province de Fujian, en Chine. Il passe plusieurs années là-bas, consacrant le plus clair de son temps à étudier avec plusieurs professeurs d'arts martiaux chinois.
Un de ses premiers professeurs fut Ryoto, un professeur de kempo qui l'introduira auprès du maître de cet art, Liu Liu Ko (parfois appelé aussi par sa prononciation japonaise Ryu Ryuko, ce qui pourrait être en fait un surnom plutôt qu'un nom). On sait peu de chose sur Liu Liu Ko, sinon qu'il était cordonnier et que Higashionna le citait comme quelqu'un d'extrêmement fort. Ce maître enseignait une forme de boxe chinoise appelée le « style de la grue blanche ».
En 1885 (?), Kanryo Higashionna retourne à Okinawa et reprend l'affaire familiale. Il commence aussi à enseigner les arts martiaux à Naha et dans les alentours. Il se distinguait dans son style par l'intégration à la fois de techniques go-jo (dur) et jū-no (souple) dans un système unique. Il devint tellement incontournable que le nom Naha-te finit par être assimilé à son enseignement.
Higashionna (ou Higaonna) était connu pour son puissant kata sanchin (voir les kata du gōjū-ryū). Les étudiants racontaient que le sol en bois devenait chaud par l'ancrage de ses pieds.
À sa mort, il laissera quelques rares disciples mais on compte parmi ceux-ci quelques-uns des maîtres les plus influents du karaté : Chōjun Miyagi, Kyoda Shigehatsu, Koki Shiroma et Higa Seiko.

## L'arrivée du Gōjū Ryu et du karaté au Japon[1]

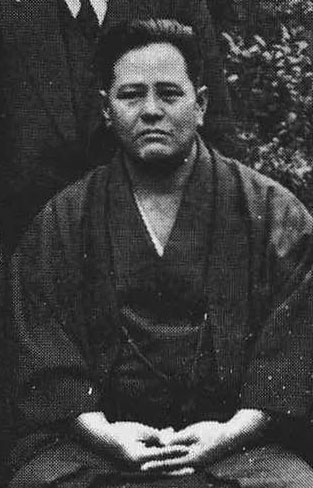
Chōjun Miyagi.

Chōjun Miyagi est assurément le maître qui a jeté au Japon les bases du Gōjū Ryu et du karaté en général.
Il ouvrit son premier dojo nommé Okinawa Karate Jutsu Kenkyukai. Son style se différenciait de celui de son maître par l'introduction de techniques respiratoires issues du ch'an chinois (ce concept a été développé au Japon sous le nom bouddhique de zen).
La première démonstration publique de Gōjū Ryu se déroula peu de temps avant, en 1924 lors de la visite de Jigorō Kanō (fondateur du judo) à Okinawa. Maître Kano est séduit par la pratique de Chōjun Miyagi et fera plusieurs visites sur l'île d'Okinawa.
Chōjun Miyagi se mit alors à vouloir implanter le Naha-te ou Tō-de, « la main de Naha » (puisque le nom de Gōjū Ryu n'apparut que plus tard) au Japon et à le faire reconnaître comme étant une discipline budō au même titre que le judo ou le kendō. Il rejoignait alors le projet que Gichin Funakoshi caressait depuis 1922 sans trop de réussite.
En 1928, Chōjun Miyagi se rendit donc à Kyoto pour y étudier la possibilité d'étendre le karaté en région centrale du Japon. Il y effectua de nombreuses démonstrations, notamment dans les universités. Mais devant l'accueil très réservé du public, il comprit que la démarche de Gichin Funakoshi et la sienne ne serait pas fort aisée, vu le caractère hermétique de la culture martiale japonaise. La reconnaissance du karaté comme étant une discipline bushido ne dépendait, en fait, de l'acceptation du Dai Nippon Butoku Kai, organisme d'État japonais créé dans le but de contrôler tous les arts martiaux du pays. Le gouvernement militariste japonais avait réuni à l'époque dans cet organisme tous les plus grands maîtres des différentes disciplines du pays. Il attendait d'eux la formation des pratiquants au seul esprit bushido, et à cet esprit seulement.
En 1929, le Dai Nippon Butoku Kai organisa une grande démonstration d'arts martiaux afin de célébrer l'avènement de l'empereur Shōwa. Chōjun Miyagi chargea un de ses meilleurs élèves, Jinan Shinzato, de le remplacer. Lors de cet événement, les maîtres japonais, très intéressés, avaient demandé à Shinzato comment se nommait son école. Ce dernier répondit : Anko Ryu, ce qui signifie « l'école semi-dure ». Lorsqu'il retourna à Okinawa, il raconta cette histoire à Chōjun Miyagi qui, fort amusé, décida d'appeler son style le Gōjū Ryu : « l'école », ryū, du « dur », go et du « souple », jū .

## L'essor
Chojun Miyagi fut sans conteste le maître qui réussit à convaincre les autorités japonaises d'adopter le karaté parmi les arts martiaux reconnus du budō. 
Il se présenta en 1935 à l'examen officiel de maître bushido devant ces mêmes autorités du Dai Nippon Butokukai. C'était la première fois qu'un maître de karaté faisait cette démarche. Il obtint le titre de kyōshi, le plus haut titre qui sera jamais donné à l'époque à un maître de karaté. Il parvenait de la sorte à concrétiser un projet que Gichin Funakoshi caressait sans trop de résultat depuis des années : faire reconnaître le karaté comme art martial à part entière par le Japon et le faire adopter dans la pratique d'entraînement des guerriers du budō.
Tout était prêt pour l'arrivée du maître Gōjū Ryu qui allait faire prendre à ce style un essor incroyable : Gogen Yamaguchi.
Yamaguchi est l'un des personnages les plus fascinants de l'histoire du karaté. Ses mouvements rapides et gracieux mais aussi sa position de combat préférée, neko ashi dachi lui valurent le surnom de « chat » (neko).
Les contributions de maître Yamaguchi au système Gōjū et au karaté en général sont considérables. Sous sa direction, l’International Karate-Do Goju-Kai Association (IKGA) a vu le jour. Yamaguchi a, de même, introduit les katas taikyoku au système Gōjū afin de préparer ses nouveaux étudiants à aborder des katas plus avancés. Il a également combiné karaté et pratiques spirituelles en incorporant le yoga et le shinto dans le Gōjū Ryu. Maître Gogen Yamaguchi, 10e dan, peut être considéré comme étant une véritable légende du karaté.
En tant qu'héritage, nous avons différentes écoles de Gōjū Ryu d'Okinawa, à savoir le Shoreikan, Jundokan, Shodokan, Meibukan ainsi que l'International Okinawan Goju-Ryu Karate-do Federation (IOGKF, dirigée par Sensei Tetsuji Nakamura depuis la scission IOGKF/TOGKF) et la Fédération de gōjū-ryū karate-do traditionnel d'Okinawa (TOGKF, dirigée par Sensei Morio Higaonna, 10ème dan appelé le "Lion d'Okinawa", depuis son départ de l'IOGKF), descendantes directes de la lignée de Chojun Miyagi, entre autres et, sur l'île principale du Japon, le Goju Kai et Seigokan.

## Les grandes caractéristiques[2]

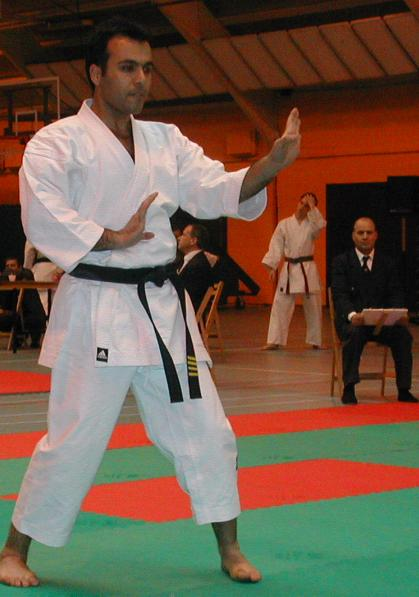
Sanchin dachi, la position « phare » du Gōjū.

Le Gōjū est donc un style de karaté assez traditionnel qui marie des techniques issues de différentes écoles chinoises (kenpō mais aussi baguazhang (pakua chan) et « grue blanche »), ainsi que les bases ancestrales d'Okinawa. Caractérisé par des positions naturelles, il comprend des modes de frappes et des déplacements souvent circulaires, visant les points vitaux, le tout assorti de nombreuses techniques de projection et de luxation.
Le Gōjū Ryu abonde d'exercices influencés par les méthodes du sud de la Chine : mêmes concepts techniques, même importance donnée au travail de l'énergie interne. Les postures sont stables et puissantes (sanchin dachi est la plus caractéristique du style), les coups de pied bas uniquement (essentiellement mae geri et kansetsu geri), la respiration ventrale sonore, les déplacements courts et en demi-cercle. Les exercices respiratoires et le travail sur l'énergie interne sont issus des traditions bouddhiques du karaté et du yoga. Le Gōjū Ryu peut constituer à ce titre un remarquable travail sur soi, alliant exercice physique, et relaxation.

## Dans le handisport

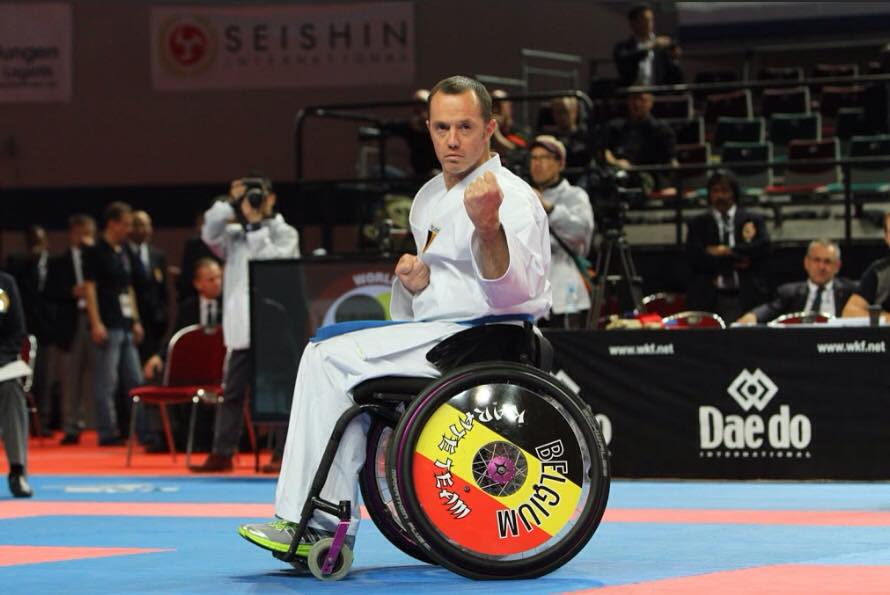
Franck Duboisse, champion du monde Kata WKF 2014.

Le I-karate Gōjū Ryu Karate-do (Handikaraté) est une école de karaté pour personnes en situation de handicap apprenant le Gōjū Ryu dans sa veine Kuyukai. Ce style a revisité tous les katas et kihon afin que des personnes handicapées puissent pratiquer cet art.
Ces élèves sont originaires de Liège, en de Belgique, et exercent leur sport de combat sous la direction d'Ali Azizi (6e dan WKF) et Franck Duboisse (2e dan WKF et champion du monde de katas en chaise 2014).
Il existe de même une méthodologie mise au point : l'I-karate global. Elle trouve ses origines en Belgique aussi et ouvre la pratique à tout le faisceau des personnes handicapées (mal ou non-voyants, personnes à handicap physique ou mental).

## Dans la culture populaire
- Le Gōjū-ryū est le style de karaté enseigné par M. Miyagi dans le film Karaté Kid.